# Ormosia howii
Ormosia howii är en ärtväxtart som beskrevs av L.Chen. Ormosia howii ingår i släktet Ormosia och familjen ärtväxter. Inga underarter finns listade i Catalogue of Life.